# Obviously 5 Believers
Obviously 5 Believers – piosenka skomponowana przez Boba Dylana, nagrana przez niego w marcu i wydana na albumie Blonde on Blonde w maju 1966 r. Znana jest także w formie "Obviously Five Believers".

## Historia i charakter utworu
Piosenka "Obviously 5 Believers" chociaż jest jedną z pomniejszych kompozycji Dylana, to specyficzny tekst, przynajmniej częściowo oparty na tradycyjnych bluesach o tematyce miłosnej.
Na stronę muzyczną utworu wpłynęły przynajmniej dwie znane kompozycje. 
Pierwszą – jest przebój wielkiej piosenkarki i gitarzystki bluesowej Memphis Minnie "Me and My Chauffeur Blues", który powstał w 1933 r. i był jednym z elementów "bitwy wokalnej" między Memphis Minnie i Big Billem Broonzym. Minnie nagrała tego bluesa dopiero 21 maja 1941. 
Drugą – jest utwór Bo Diddleya "She's Fine, She's Mine" nagrany przez niego dla firmy Checker w Chicago 10 maja 1955.
Po raz pierwszy Dylan zaczął wykonywać "Obviously 5 Believers" na koncertach w 1995 r.

## Sesje i koncerty Dylana, na których wykonywał ten utwór

### 1966
- 10 marca 1966 - sesja nagraniowa w Columbia Music Row Studios w Nashville w stanie Tennessee

- Uwaga

7 czerwca 1988) rozpoczęło się Nigdy niekończące się tournée. Wszystkie koncerty Dylana od tego momentu są częścią "Nigdy niekończącego się tournée".

### 1995
Część 34: Wiosenne tournée po USA (pocz. 10 maja 1995)
- 15 maja 1995 - koncert w "McCallum Theatre", Palm Desert, Kalifornia, USA
- 17 maja 1995 - koncert w "Hollywood Palladium Theater", Los Angeles, Kalifornia, USA
- 19 maja 1995 - koncert w "Hollywood Palladium Theater", Los Angeles, Kalifornia, USA
- 22 maja 1995 - koncert w "The Warfield Theater" w San Francisco w Kalifornii, USA
- 23 maja 1995 - koncert w "The Warfield Theater" w San Francisco w stanie Kalifornia
- 26 maja 1995 - koncert w "Berkeley Community Theatre", Berkeley, Kalifornia, USA
- 31 maja 1995 - koncert w "Hult Center", Eugene, Oregon, USA
- 2 czerwca 1995 - koncert w "Paramount Theater", Seattle, Washington, USA
- 4 czerwca 1995 - koncert w "Paramount Theater", Seattle, Washington, USA
- 16 czerwca 1995 - koncert w "Harborlights Pavilion", Boston, Massachusetts, USA
- 18 czerwca 1995 - koncert na "Giants Stadium", East Rutherford, New Jersey, USA

Część 35: Letnie europejskie tournée (pocz. 29 czerwca 1995)
- 2 lipca 1995 - koncert w "Stadtpark" w Hamburgu w Niemczech
- 19 lipca 1995 - koncert na "Campo Municipal Deportes", Madryt, Hiszpania
- 25 lipca 1995 - koncert w "Palazio Deportes Principal Phillip" w Zaragozie w Hiszpanii

Część 36: Klasyczne jesienne tournée (pocz. 23 września 1995)
- 27 września 1995 - koncert w "Lee Civic Center", Fort Myers, Floryda, USA
- 30 września 1995 - koncert w "Sundome", University of South Florida, Tampa, Floryda, USA
- 5 października 1995 - koncert w "University of Central Florida Arena", Orlando, Floryda, USA
- 10 października 1995 - koncert w "Bell Auditorium", Augusta, Georgia, USA
- 14 października 1995 - koncert w "Mississippi Coast" Coliseum, Biloxi, Mississippi, USA
- 16 października 1995 - koncert w "McAlister Auditorium", Tulane University, Nowy Orlean, Luizjana, USA
- 19 października 1995 - koncert w "Mud Island Amphitheatre", Memphis, Tennessee, USA
- 25 października 1995 - koncert w "Coronado Theater", Rockford, Illinois, USA
- 26 października 1995 - koncert w "Auditorium", University of Indiana, Bloomington, Indiana, USA
- 27 października 1995 - koncert w "American Theater", St. Louis, Missouri, USA
- 1 listopada 1995 - koncert w "Music Hall", Houston, Teksas, USA
- 3 listopada 1995 - koncert w "Majestic Theater", San Antonio, Teksas, USA
- 4 listopada 1995 - koncert w "Austin Music Hall", Austin, Teksas, USA
- 9 listopada 1995 - koncert w "Symphony Hall", Phoenix, Arizona, USA
- 10 listopada 1995 - koncert w "The Joint", Hard Rock Hotel, Las Vegas, Nevada, USA

Część 37: Tournée Raj utracony (pocz. 7 grudnia 1995)
- 7 grudnia 1995 - koncert w "O'Neill Center", Western Connecticut State University, Danbury, Connecticut, USA
- 15 grudnia 1995 - Koncert w "Electric Factory", Filadelfia, Pensylwania, USA

### 1996
Część 38: Wiosenne tournée po USA i Kanadzie; (pocz. 13 kwietnia 1996)
- 13 kwietnia 1996 - koncert w "Simon Forum Athletic Center", Drew University, Madison, New Jersey, USA
- 17 kwietnia 1996 - koncert w "Patrick Gymnasium", University of Vermont, Burlington, Vermont, USA
- 26 kwietnia 1996 - koncert w "Verdun Auditorium", Montreal, Quebec, Kanada
- 10 maja 1996 - koncert w "Warner Theatre" w Civic Center w Erie w stanie Pensylwania, USA

Część 39: Letnie europejskie tournée (pocz. 15 czerwca 1996)
- 1 lipca 1996 - koncert w "Halle Munsterland", Munster, Niemcy
- 8 lipca 1996 - koncert w "Villa Manin", Passariano, Włochy
- 10 lipca 1996 - koncert w "Schloss Tambach" w Tambach w Niemczech

Część 40: Amerykańskie jesienne tournée (pocz. 17 października 1996)
- 29 października 1996 - koncert w "Civic Center Music Hall". Oklahoma City, Oklahoma, USA

### 1997
Część 42: Wiosenne tournée po USA i Kanadzie (pocz. 31 marca 1997)
- 12 kwietnia 1997 - koncert w "The Charles A. Dana Center", Bentley College. Waltham, Massachusetts, USA

## Dyskografia i wideografia
Singel
- I Want You/Obviously 5 Believers/Just Like a Woman (1966) - 20 pozycja na liście Billboardu

## Wersje innych artystów
- Janglers – Janglers Play Dylan (1992)
- Toni Price – Hey (1995)
- Chester Bigfoot – The Devil in Me (1996)
- Sean Costello na albumie różnych wykonawców Blues on Blonde on Blonde (2003)